# Fernando Filoni
Fernando Filoni (Manduria, 15 de abril de 1946) es un cardenal italiano, actualmente es el gran maestre de la orden del Santo Sepulcro de Jerusalén.

## Biografía

### Sacerdote
Recibió la ordenación sacerdotal el 3 de julio de 1970. Es doctor en filosofía y en Derecho canónico. Entró en el servicio diplomático de la Santa Sede el 3 de abril de 1981.

### Arzobispo
Juan Pablo II lo nombró Arzobispo titular de Volturno y Nuncio Apostólico en Jordania y en Irak el 17 de enero de 2001; recibió la ordenación episcopal el 19 de marzo del mismo año. Benedicto XVI lo trasladó como Nuncio Apostólico a Filipinas el 25 de febrero de 2006; y el 9 de junio de 2007 lo nombró sustituto de la Secretaría de Estado para los Asuntos generales. El mismo Papa lo nombró Prefecto de la Congregación para la Evangelización de los Pueblos el 11 de mayo de 2011.

### Cardenal
Benedicto XVI lo proclamó cardenal en el Consistorio del 18 de febrero de 2012 como Cardenal diácono de Nuestra Señora de Coromoto en San Juan de Dios, tomando posesión de la Diaconía el 26 de febrero del mismo año.
En agosto de 2014 el papa Francisco lo nombró su enviado especial durante la crisis de Irak para llevar un mensaje de consuelo y cercanía espiritual a los cristianos perseguidos por el estado islámico de Irak.
El 10 de mayo de 2016 fue confirmado como prefecto de la Congregación para la Evangelización de los Pueblos donec aliter provideatur.
El 23 de mayo de 2017 fue confirmado como miembro de la Congregación para la Doctrina de la Fe  in aliud quinquennium.
Mediante Rescriptum ex Audentia Ss.mi de 26 de junio de 2018 fue promovido al Orden de los Obispos del Colegio Cardenalicio, equiparándolo en todo a los cardenales insignidos con el título de una Iglesia suburbicaria y manteniendo el título diaconal con el que fue creado cardenal.
El 15 de mayo de 2019 fue confirmado como miembro de la Congregación para las Iglesias Orientales  in aliud quinquennium y el 28 de mayo, de la Congregación para los Institutos de Vida Consagrada y las Sociedades de Vida Apostólica in aliud quinquennium.
El 8 de diciembre de 2019 fue nombrado Gran Maestre Orden del Santo Sepulcro de Jerusalén.
El 14 de enero de 2020 fue nombrado miembro de la Congregación para las Causas de los Santos ad quinquennium.
El 23 de mayo de 2022 fue confirmado como miembro de la Congregación para la Doctrina de la Fe.
| Predecesor: Giuseppe Ferraioli                 | Arzobispo titular de Volturnum 17 de enero de 2001 - 18 de febrero de 2012                                                            | Sucesor: Angelo Vincenzo Zani      |
| Predecesor: Giuseppe Lazzarotto                | Nuncio Apostólico de Irak y Jordania 17 de enero de 2001 - 25 de febrero de 2006                                                      | Sucesor: Francis Assisi Chullikatt |
| Predecesor: Antonio Franco                     | Nuncio Apostólico de Filipinas 25 de febrero de 2006 - 9 de junio de 2007                                                             | Sucesor: Edward Joseph Adams       |
| Predecesor: Antonio Franco                     | Sustituto para Asuntos Generales de la Secretaría de Estado 9 de junio de 2007 - 10 de mayo de 2011                                   | Sucesor: Edward Joseph Adams       |
| Predecesor: Iván Días                          | Prefecto de la Congregación para la Evangelización de los Pueblos 10 de mayo de 2011 - 8 de diciembre de 2019                         | Sucesor: Luis Antonio Tagle        |
| Predecesor: Rosalío José Castillo Lara, S.D.B. | Cardenal diácono de Nuestra Señora de Coromoto en San Juan de Dios 18 de febrero de 2012 Cardenal obispo desde el 28 de junio de 2018 | Sucesor: En el cargo               |
| Predecesor: Edwin Frederick O'Brien            | Gran Maestre de la Orden del Santo Sepulcro de Jerusalén 8 de diciembre de 2019                                                       | Sucesor: En el cargo               |